# Референдум о восстановлении независимости Грузии
28 февраля 1991 года Верховный Совет Республики Грузия (Грузинской ССР) (в котором доминировал блок Круглый стол-свободная Грузия) запретил проведение референдума о сохранении СССР на территории Грузии и принял решение провести референдум по вопросу восстановления государственной независимости Грузии на основании Акта о независимости от 26 мая 1918 г., что фактически являлось решением о выходе из СССР. Грузия стала четвертой союзной республикой после республик Прибалтики, организовавшей референдум о его проведении. Грузия также бойкотировала составление нового союзного договора.
Референдум о восстановлении независимости Грузии состоялся 31 марта 1991 года. Население Грузии на 1 января 1991 составляло 5 млн. 464 тыс. человек, В референдуме приняли участие 3 млн. 326 тыс., из которых за государственную независимость проголосовало 98,93 процента. Два региона республики — Абхазская АССР и Юго-Осетинская автономная область — заявили о своей особой позиции, продекларировав своё стремление выйти из состава Грузии. В этих республиках большая часть населения бойкотировала референдум. Через 4 дня после референдума результаты были оглашены. Несколько участков референдума в Тбилиси также посетил бывший президент США Ричард Никсон перед его отлетом в Москву в тот же день.
9 апреля 1991 года — во вторую годовщину трагических тбилисских событий — в 11 часов 56 минут по тбилисскому времени на чрезвычайном заседании Верховного Совета (ВС) Грузии был принят Акт о восстановлении государственной независимости Грузии.

## Вопрос
Согласны ли Вы, чтобы государственная независимость Грузии была восстановлена на основании Акта о независимости от 26 мая 1918 года?
Оригинальный текст (груз.)თანახმა ხართ თუ არა აღსდგეს საქართველოს სახელმწიფოებრივი დამოუკიდებლობა 1918 წლის 26 მაისის დამოუკიდებლობის აქტის საფუძველზე?